# Arnarnes
Arnarnes (is. Arnarneshreppur) è un ex-comune islandese della regione di Norðurland eystra. Nel 2010 è stato unito con quello di Hörgárbyggð per formare il nuovo comune di Hörgársveit.
| Controllo di autorità | VIAF (EN) 1182152139972911100007 |